# Artur Weese
Artur Weese (* 9. Juni 1868 in Warschau; † 30. Mai 1934 in Bern) war ein Schweizer Kunsthistoriker und Universitätsprofessor.

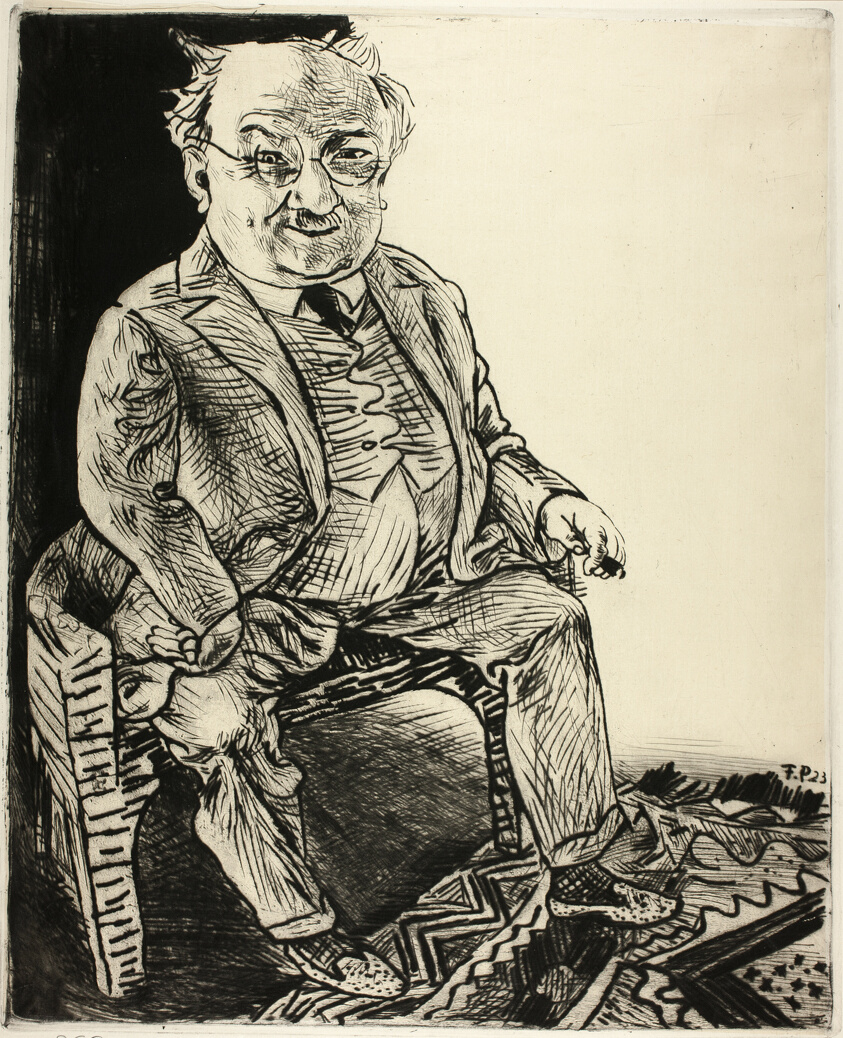
Porträt des ersten Schweizer Ordinarius für Kunstgeschichte an der Universität Bern – Artur Weese

## Leben
Artur Weese wurde in Warschau geboren, wuchs aber in Breslau auf. Er studierte in Leipzig und München Kunstgeschichte, u. a. bei August Schmarsow. In München wurde er 1894 zum Doktor der Kunstgeschichte promoviert mit Studien über den Anteil Baldassare Peruzzis am malerischen Schmuck der Villa Farnesina in Rom. In München schrieb er um 1900 seine kunstgeschichtliche Habilitation.
Er war ab 1905 außerordentlicher, ab 1906 erster vollamtlicher Ordinarius für Kunstgeschichte an der Universität Bern und etablierte das Kunstwissenschaftliche Institut an der Universität. An der Universität Bern wirkte er bis zu seinem Tod 1934. Sein Nachfolger auf dem Kunsthistorischen Lehrstuhl wurde Hans R. Hahnloser.

## Forschungsschwerpunkte
Weese widmete einen bedeutsamen Teil seiner forscherischen Aktivitäten auf die Kunst der Renaissance. Aufgrund seines Schwerpunkts in diesem Bereich wurde er auch zum Verfasser des Bandes der Handbuches der Kunstwissenschaft über Skulptur und Malerei in Frankreich vom 15. bis zum 17. Jahrhundert erwählt.
Als erster Kunstwissenschaftler der Schweiz war er auch im Kunstleben der Schweiz aktiv, u. a. in der Bernischen Kunstgesellschaft, und schrieb auch diverse Publikationen zur Kunst in der Schweiz, von denen insbesondere Die alte Schweiz : Stadtbilder, Baukunst u. Handwerk bekannt wurde und sogar eine Wiederauflage erlebte.

## Publikationen
- zus. mit Maria Weese. Die alte Schweiz : Stadtbilder, Baukunst u. Handwerk. Erlenbach-Zürich ; München ; Leipzig : E. Rentsch
  - 1. Aufl. 1922 Digitalisat der UB Michigan = allgemein zugängliche Kopie auf Internet Archive
  - 2. verm. Aufl. 1925
  - dass. französische Ausgabe u.d.T. L'ancienne Suisse : villes, édifices et intérieurs, avec 369 illustrations. Erlenbach-Zurich : E. Rentsch 1924 Digitalisat der Pennsylvania State University = frei zugängliches Digitalisat auf Internet Archive
- Baldassare Peruzzis Anteil an dem malerischen Schmucke der Villa Farnesina : nebst einem Anhange: „Il taccuino de Baldassare Peruzzi“ in der Communalbibliothek zu Siena. (»Studien und Forschungen zur Kunstgeschichte« ; 1) Leipzig : Hiersemann 1894 Digitalisat der Polnischen Nationalbibliothek, Digitalisat des Getty Research Institute, UB Heidelberg
  - Diss. Uni München 1894
- Die Bamberger Domsculpturen. : Ein Beitrag zur Geschichte der deutschen Plastik des XIII. Jahrhunderts. (»Studien zur deutschen Kunstgeschichte« ; 10) Strassburg : Heitz 1897 Digitalisat der Polnischen Nationalbibliothek, UB Heidelberg
- Die bernische Kunstgesellschaft 1813–1913 : Festschrift z. Feier ihres 100jähr. Bestehens / Von Artur Weese ; Karl L. Born. Bern : Francke 1913 Digitalisat der DNB Leipzig, Digitalisat der University of Illinois
- Der bernische Speicher in 100 Bildern / Aufgen. u. erl. Albert Stumpf. Mit Begleitw. von A. Weese ; E. Friedli. Zürich : Polygraphisches Institut A.-G. 1914
- Die Cäsar-Teppiche im Historischen Museum zu Bern. Herausgegeben vom Verein zu Förderung des Museums. Bearbeitet von Dr. A. Weese. Mit vier farbigen Tafeln. Bern : A. Francke 1911 Digitalisat der Cornell University = frei zugängliche Kopie auf Internet Archive
- Karl L[udwig] Born : 1864–1914. Bern : Grunau 1914
- Die Moderne Kunst und Greco. In: Wissen und Leben : Schweizerische Halbmonatsschrift 14.1914, S. 546–555 Digitalisat auf e-periodica.ch
- Die Bildnisse Albrecht von Hallers. Veröffentlicht aus Anlass der Enthüllung des Denkmals das Albrecht von Haller am 200. Gedächtnistage seiner Geburt in Bern gesetzt wurde. Bern : Francke 1909 Digitalisat der Columbia University = frei zugängliche Kopie auf Internet Archive
- Ferdinand Hodler (1853–1918). (Vortrag an der Uni Bern, gehalten am 16. Dezember 1909 in der Aula der Universität). Bern : A. Francke 1910 Digitalisat der Princeton University = frei zugängliches Digitalisat auf Internet Archive
- Aus der Welt Ferdinand Hodlers : Sein Werdegang auf Grund d. Sommerausstellung 1917 im Zürcher Kunsthaus. Bern : Francke 1918 Digitalisat auf Internet Archive; UB Heidelberg
- Das Reichsgerichtsgebäude in Leipzig in  Kunstgewerbeblatt: Vereinsorgan der Kunstgewerbevereine NF 7.1896, Heft 3
- Grundbegriffe der Wandmalerei. [Zürich] : [Rascher] 1914
- Die Kunst im Buchgewerbe. Bern : Verl. d. Schweiz. Gutenbergstube, Hist. Mus. 1913
- München : eine Anregung zum Sehen (»Berühmte Kunststätten« ; Bd. 69/70). Leipzig : E. A. Seemann
  - 1. Aufl. 1906 Digitalisat der UB Harvard, Digitalisat der UB Harvard, 2. Ex., UB Heidelberg
  - 3. vollst. neu bearb. Aufl.  1925
- Der schöne Mensch in Mittelalter und Renaissance : mit 226 Tafeln. (»Der Stil in den bildenden Künsten aller Zeiten« ; 1. Serie »Der schöne Mensch in d. Kunst aller Zeiten« ; Bd. 2) München : Hirth
  - 1. Aufl. 1900 Digitalisat der UB Michigan = frei zugängliches Digitalisat auf Internet Archive, Bauhaus-Universität Weimar
  - 2. Aufl. 1922
- Renaissance-Probleme (Vortrag an der Uni Bern, gehalten am 14. Dezember 1905 in der Aula der Universität). Bern : Francke 1906 Digitalisat der University of California = frei zugängliches Digitalisat auf Internet Archive
- Rubens : Der große Flame / Ausgew. u. eingel. v. Artur Weese. (»Kleine Delphin-Kunstbücher ; Bdch. 8«) München : Delphin-Verl. 1922 Digitalisat der Polnischen Nationalbibliothek
- Skulptur und Malerei in Frankreich vom 15. bis zum 17. Jahrhundert. (»Handbuch der Kunstwissenschaft«, 13) Berlin-Neubabelsberg : Akadem. Verlagsgesellschaft Athenaion 1917 Digitalisat der Kujawo-Pommernschen Digitalen Bibliothek
- Franz Stuck : eine Analyse. In: Die Graphischen Künste (Wien 1903) frei zugängliches Digitalisat auf Internet Archive
- Franz Stuck : mit 53 Abb. Wien : Gesellschaft für Vervielfältigende Kunst 1903 Digitalisat der Cornell University = [ frei zugängliches Digitalisat auf Internet Archive]